# Дай (Чечня)
Дай (рос. Дай) — село у Шатойському районі Чечні Російської Федерації.
Населення становить 571 особу. Входить до складу муніципального утворення Дайське сільське поселення.

## Історія
Згідно із законом від 20 лютого 2009 року органом місцевого самоврядування є Дайське сільське поселення.

## Населення
| 1990 | 2002 | 2010 | 2012 | 2013 | 2014 | 2015 |
| ---- | ---- | ---- | ---- | ---- | ---- | ---- |
| 413  | ↗429 | ↗536 | ↗625 | ↘554 | ↘546 | ↗565 |
| 2016 | 2017 | 2018 | 2019 |      |      |      |
| ↘563 | ↗569 | ↗571 | →571 |      |      |      |